# Гейвард (Міннесота)
Гейвард (англ. Hayward) — місто (англ. city) в США, в окрузі Фріборн штату Міннесота. Населення — 252 особи (2020).

## Географія
Гейвард розташований за координатами 43°39′0″ пн. ш. 93°14′46″ зх. д. / 43.65000° пн. ш. 93.24611° зх. д. (43.649980, -93.246017).  За даними Бюро перепису населення США в 2010 році місто мало площу 1,63 км², уся площа — суходіл.

## Демографія
Згідно з переписом 2010 року, у місті мешкало 250 осіб у 114 домогосподарствах у складі 72 родин. Густота населення становила 153 особи/км².  Було 123 помешкання (75/км²).
Расовий склад населення:
| - 98,0 % — білих - 1,6 % — азіатів |

До двох чи більше рас належало 0,0 %. Частка іспаномовних становила 2,0 % від усіх жителів.
За віковим діапазоном населення розподілялося таким чином: 17,2 % — особи молодші 18 років, 67,6 % — особи у віці 18—64 років, 15,2 % — особи у віці 65 років та старші. Медіана віку мешканця становила 44,5 року. На 100 осіб жіночої статі у місті припадало 104,9 чоловіків;  на 100 жінок у віці від 18 років та старших — 101,0 чоловіків також старших 18 років.
Середній дохід на одне домашнє господарство  становив 55 083 долари США (медіана — 52 750), а середній дохід на одну сім'ю — 60 610 доларів (медіана — 54 583). Медіана доходів становила 44 688 доларів для чоловіків та 40 000 доларів для жінок. За межею бідності перебувало 10,9 % осіб, у тому числі 16,1 % дітей у віці до 18 років та 2,9 % осіб у віці 65 років та старших.
Цивільне працевлаштоване населення становило 131 осіб. Основні галузі зайнятості: виробництво — 27,5 %, освіта, охорона здоров'я та соціальна допомога — 13,0 %, науковці, спеціалісти, менеджери — 12,2 %.